# Liste des boursiers Killam, par ordre alphabétique P
| Nom                 | Année | Université                     | Discipline               |
| ------------------- | ----- | ------------------------------ | ------------------------ |
| R.P.B. Paine        | 1968  | Memorial University            | Sociologie/Anthropologie |
| A. Paivio           | 1990  | University of Western Ontario  | Psychologie              |
| J. Paldus           | 1987  | Université Waterloo            | Mathématiques            |
| Claude Panaccio     | 2002  | UQTR                           | Philosophie              |
| T. Pangle           | 2002  | Université de Toronto          | Sciences politiques      |
| André Parent        | 1997  | Université Laval               | Médecine                 |
| P.A. Parker         | 1983  | Université de Toronto          | Linguistique comparée    |
| G. J. Parr          | 1995  | Université Simon Fraser        | Histoire                 |
| Jiri Patera         | 1991  | Université de Montréal         | Mathématiques            |
| G.N. Patey          | 1992  | Université of British Columbia | Chimie                   |
| T. Pavel            | 1980  | Université d'Ottawa            | Linguistique             |
| Serge Payette       | 1989  | Université Laval               | Biologie                 |
| W.R. Peltier        | 1980  | Université de Toronto          | Sciences de la terre     |
| S. Perry            | 2000  | Université d'Ottawa            | Physiologie animale      |
| E. Peters           | 1983  | Université of British Columbia | Génie métallurgique      |
| R.P. Pharis         | 1990  | Université de Calgary          | Biologie                 |
| A.G. Phillips       | 1977  | Université of British Columbia | Médecine                 |
| T.W. Picton         | 1985  | Université d'Ottawa            | Médecine                 |
| Adrien Pinard       | 1970  | Université de Montréal         | Psychologie              |
| Maurice Pinard      | 1976  | Université McGill              | Sociologie/Anthropologie |
| Maurice Pinard      | 1973  | Université McGill              | Sociologie/Anthropologie |
| Paul-Hubert Poirier | 1988  | Université Laval               | études religieuses       |
| S. Poplack          | 2001  | Université d'Ottawa            | Linguistique             |
| R.C. Pratt          | 1968  | Université de Toronto          | Sciences politiques      |
| R.A. Price          | 1978  | Université Queen's             | Sciences de la terre     |
| Lewis Pyenson       | 1989  | Université de Montréal         | Histoire de la science   |
| Z.W. Pylyshyn       | 1985  | University of Western Ontario  | Psychologie              |